# Allonemobius shalontaki
Allonemobius shalontaki är en insektsart som beskrevs av Braswell, Birge och D.J. Howard 2006. Allonemobius shalontaki ingår i släktet Allonemobius och familjen syrsor. Inga underarter finns listade i Catalogue of Life.